# Perro callejero (animal)

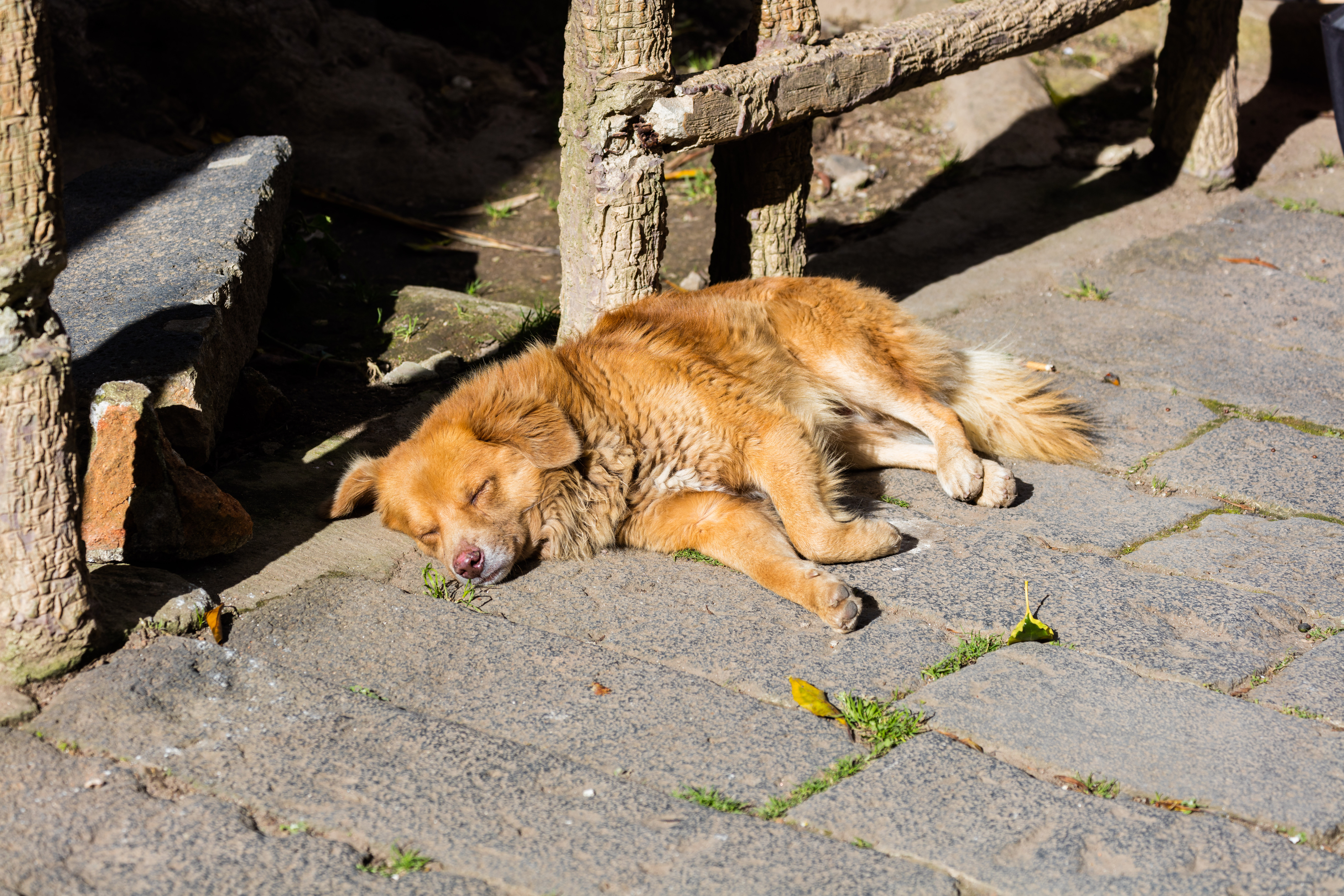
Perro callejero en Ipiales, Colombia.

Se llama perro callejero a aquel perro que habita en un ambiente urbano y no está controlado directamente ni confinado por seres humanos, por lo que merodea libremente en las calles.
Estos animales se alimentan casi de cualquier cosa que encuentran, por esta razón a menudo suelen infectarse de patógenos, existiendo riesgo de una potencial zoonosis, pero en su mayoría su salud se verá afectada por atropellos, peleas con otros perros y hasta en algunos casos deshidratación. En algunas ocasiones personas les ofrecen comida, sin embargo, los huesos sobrantes de la comida afectan negativamente su aparato digestivo o pueden causar ahogamiento y cuando se les presenta comida en bolsas plásticas es posible que las ingieran pudiendo causar su muerte.
En el día viven en lugares frescos si la temperatura es alta, sin embargo si hace frío prefieren dormir al sol, duermen la mayor parte del día y al atardecer se reactivan para buscar alimento y agua, recorriendo varios kilómetros inclusive, cuando se agotan durante las noches buscan un lugar que mantenga el calor de sus cuerpos; no obstante, no siempre encuentran refugio y deben soportar las bajas o altas temperaturas.
Buena parte de los perros  callejeros, pertenecían a familias que optaron por abandonarlos.

Es importante que las autoridades instauren formas de colaboración para el control de la población canina. La eutanasia no constituye por sí misma una medida eficaz de control. La Organización Mundial de Sanidad Animal recomienda ante todo, la educación a la ciudadanía para esterilizar a sus perros desde el nacimiento, ya sea haciéndolo con un veterinario particular o acercándose a campañas de esterilización gratuitas o de bajo costo.

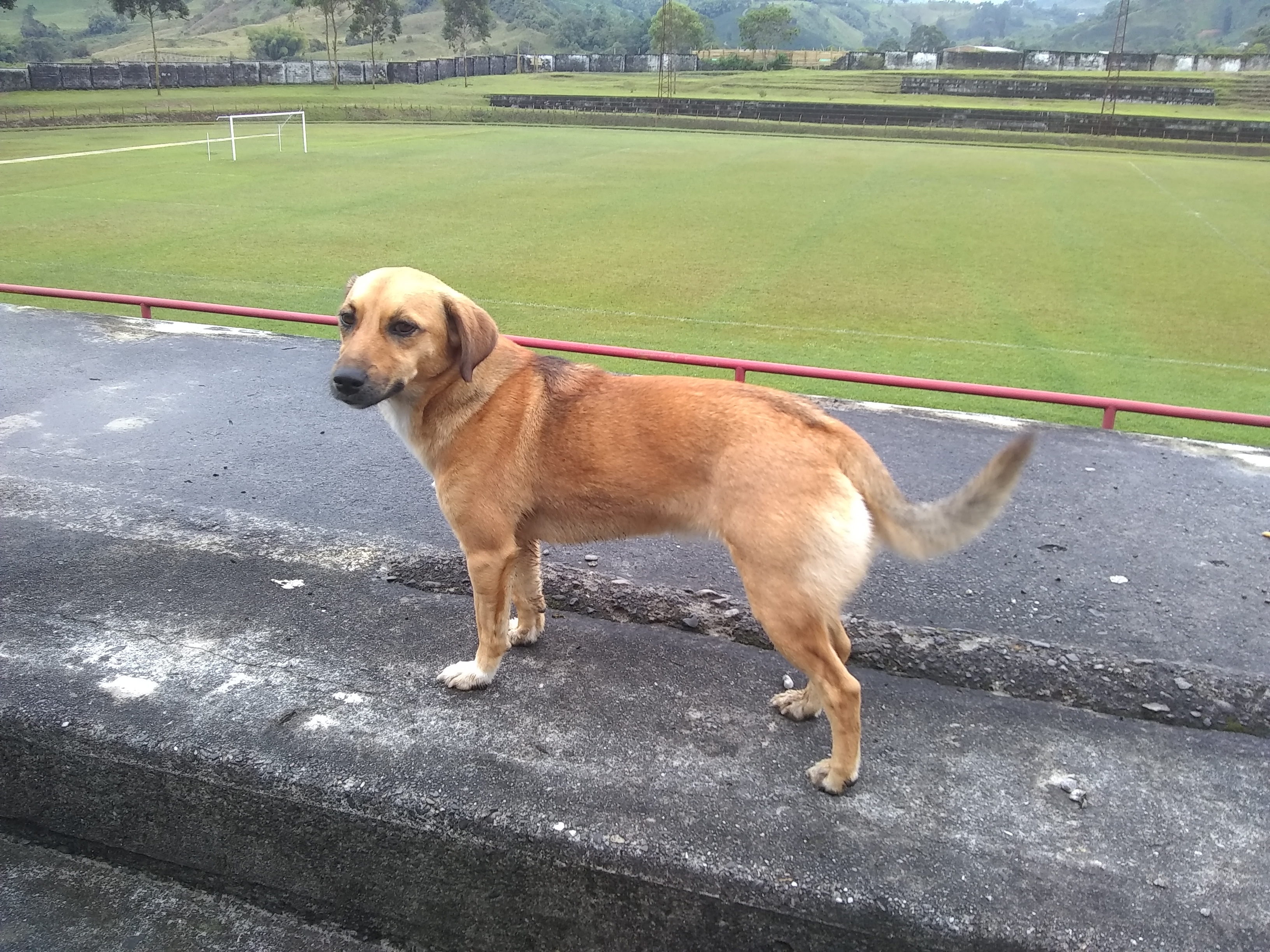
En algunos países de Hispanoamérica, a los perros callejeros se les suele llamar popularmente Firulais como apodo o nombre propio.

Los animales domésticos en condiciones de calle pueden constituir un riesgo para la salud de las personas y la de los demás animales. Estos animales al no tener ningún tipo de control, pueden sufrir muchas adversidades: muchos de ellos cruzan las autopistas y mueren atropellados o provocan accidentes en carretera debido a conductores que tratan de esquivarlos. También esta el tema de las zoonosis, ya que muchos de estos perros portan gérmenes que transmiten a los demás animales o a las personas.